# Seregi Zoltán
Seregi Zoltán (Budapest, 1953. június 7. –) Jászai Mari-díjas magyar színész, rendező, a Békéscsabai Jókai Színház igazgatója.

## Életrajz
1953. június 7-én született Seregi László és Pogány Teréz gyermekeként Budapesten.
1966-ban gyermekszínészként játszotta Tutajos szerepét a Tüskevárban. Az 1969-ben bemutatott A Pál utcai fiúk című filmben Boka János (William Burleigh) magyar hangja. 
1979-ben végzett Debrecenben, a Kossuth Lajos Tudományegyetem Bölcsészettudományi Kar magyar nyelv és irodalom szakán, majd a Színház- és Filmművészeti Főiskola színházrendező szakán szerzett diplomát 1980-ban.
A békéscsabai közgyűlés a 2015. december 17-i ülésén kinevezte Seregi Zoltánt a Békéscsabai Jókai Színház igazgatójának. A megbízás 2016. január 1-től szól 5 évre. Seregi Zoltán 2016-ban és 2021-ben is kapott megbízást, de 2025 év végén lejár a mandátuma, és nem pályázott újra, ezért Herczeg T. Tamás-t nevezték ki, aki 2026  január 1-től veszi át Seregi helyét az igazgatói poszton. (Herczeg T. Tamás a békéscsabai színház új igazgatója)

## Munkássága

### Filmek
- Vérvonal – színész
- Nemzedékek egymás közt – rendező
- "Ott lenni, ahol kell ..." (Szerzetesek a cigánytelepen) – rendező
- Megmaradni – rendező
- Ellenpontok – rendező
- "Én itt maradok" – rendező ,
- Magyar Rabszódia – rendező
- Frici, a vállalkozó szellem – rendező
- Dundo Maroje – színész , (színházi felvétel)
- Princ, a katona – színész
- Tüskevár – Tutajos (1966)
- Zúzmarakoszorút a sírra – rendező
- Keresztények hite – rendező
- A Pál utcai fiúk – Boka János (magyar hang)

### Színházi rendezései

#### Ódry Színpad
- Hubay Miklós: A szfinx, avagy búcsú a kellékektől (Ódry Színpad, 1979.02.02)

#### Egervári esték
- Lope de Vega: Sevilla csillaga (Egervár Várkastély, 1980.07.19)

#### Szegedi Nemzeti Színház
- Jean Anouilh: Becket, vagy Isten becsülete (Szegedi Nemzeti Színház Kisszínháza, 1980.04.12)
- Ivo Brešan: Paraszt Hamlet (Szegedi Nemzeti Színház Kisszínháza, 1980.10.03)
- Thurzó Gábor: Holló és sajt, avagy van pápánk (Szegedi Nemzeti Színház Kisszínháza, 1980.12.05)
- Jiří Voskovec - Jan Werich: Gólem (Szegedi Nemzeti Színház Kisszínháza, 1981.03.27)
- Alfonso Paso: Ön is lehet gyilkos (Szegedi Nemzeti Színház Kisszínháza, 1982.04.16
- Étienne Nicolas Méhul: Szerelmi cselszövés, avagy a hoppon maradt vőlegény (Szegedi Nemzeti Színház Kisopera Vándorsz ínháza, 1982.07.27)
- Nóti Károly - Zágon István:Hyppolit, a lakáj (Szegedi Nemzeti Színház Kamaraszínháza, 1995.10.13)

#### Thália Színház
- Jóból is megárt a kevés (Thália Színház, 1983.10.14)
- Maurice Maeterlinck: A kék madár (Thália Színház, 1984.02.10)
- Valeri Petrov: Szerelmem, színház (Thália Stúdió, 1984.12.07)
- Kertész Magda: Lelkiklinika (Thália Stúdió, 1986.12.05)
- Jaroslav Hašek - Egon Erwin Kisch: Őrültek a fedélzeten avagy 365 nap alatt Prágától Pozsonyig (Thália Színház, 1986.02.14)
- Sławomir Mrożek: Egy nyári nap (Thália Stúdió, 1987.03.27)
- Pusztaszeri László - Emőd György: A bűnbak (Thália Stúdió, 1987.10.09)
- Marguerite Duras: Szavanna-öböl (Thália Stúdió, 1987.12.04)
- Alan Ayckbourn: Mese habbal (Thália Stúdió, 1988.02.05)
- Meta Victor - Kaposy Miklós: Egy komisz kölök naplója (Thália Színház, 1989.01.14)
- Armand Salacrou: Túltisztességes hölgy (Thália Stúdió, 1989.12.22)
- Tanai Bella: Eltartási szerződés (Thália Stúdió, 1990.03.30)

#### Visegrádi Palota
- Weöres Sándor: Csalóka Péter (Visegrád, 1984.06.01)

#### Miskolci Nemzeti Színház
- Paul Burkhard: Tűzijáték (Miskolci Nemzeti Színház, 1987.06.05)

#### Csokonai Színház, Debrecen
- Zilahy Lajos: A Tábornok (Csokonai Színház, 1991.02.08)
- Szabó Magda: És ha mégis, uram? (Béla király) (Csokonai Színház, 1997.10.03)

#### Nagyváradi Állami Színház
- Ugo Betti: Bűntény a kecskeszigeten (Nagyváradi Állami Színház, 1991.04.14)
- Háy Gyula: Mohács (Nagyváradi Állami Színház, 1992.02.28)
- Robert Thomas: A szegény hekus esete a papagájja (Nagyváradi Állami Színház, 1995.02.19)
- Wolfgang Kolhaase: Hal négyesben (Nagyváradi Állami Színház, 1995.02.26)

#### Hevesi Sándor Színház, Zalaegerszeg
- Tömöry Márta - Korcsmáros György: Csizmás kandúr (Hevesi Sándor Színház, 1991.09.24)

#### Arizona Színház
- George Bernard Shaw: Segítség! Orvos! (Arizona Színház, 1992.02.02)

#### Pécsi Nemzeti Színház
- Tennessee Williams: Üvegfigurák (Pécsi Nemzeti Színház Stúdiószínháza, 1992.09.18 )
- William Somerset Maugham: Csodálatos vagy Júlia! (Pécsi Nemzeti Színház, 1993.02.26)

#### Esztergomi Várszínház
- Szabó Magda: Az a szép, fényes nap (Esztergomi Várszínház, 1995.08.19)
- Székelyhidi Ágoston: Emlékművek (1956) (Esztergomi Várszínház, 2006.07.14)

#### Komáromi Jókai Színház
- Neil Simon: Pletykák (Komáromi Jókai Színház, 1995.10.27)

#### Szabadkai Népszínház
- Kopeczky László: Vigyázz, ha jön a nagybőgő (Szabadkai Népszínház, 1996.01.05)
- Kiss Irén: Álmodtam egy várost (Szabadkai Népszínház, 1996.)

#### Békés Megyei Jókai Színház, Békéscsaba
- Grimm fivérek: Csipkerózsika (Békés Megyei Jókai Színház, 1998.01.29)
- Polgár András - Král Gábor - Zakar István: Mesék meséje (Békés Megyei Jókai Színház, 1998.10.29)
- Michel Tremblay: Sógornők (Békés Megyei Jókai Színház, 1999.04.09)
- Pete László: Fruzsina hercegnő (Békés Megyei Jókai Színház, 1999.10.29)
- Konter László: Hamupipőke (Békés Megyei Jókai Színház, 2000.03.10)
- Békés József: Sándor, József, Benedek Sándor (Békés Megyei Jókai Színház, 2000.10.27)
- Jevgenyij Lvovics Svarc: A király meztelen (Békés Megyei Jókai Színház, 2001.11.06)
- Várkonyi András - Balogh Bodor Attila: Szupermancs (Békés Megyei Jókai Színház, 2002.10.30)
- Grimm fivérek: Rigócsőr király (Békés Megyei Jókai Színház, 2003.10.17)
- Gyárfás Endre: Dörmögőék űrvendége (Békés Megyei Jókai Színház, 2004.10.15)
- Fekete István - Csík Csaba - Bor Viktor: Vuk  (Békés Megyei Jókai Színház, 2005.10.21)
- Csukás István: Ágacska  (Békés Megyei Jókai Színház, 2006.11.28)
- Molière: Tartuffe (Békés Megyei Jókai Színház, 2008.07.27)
- Móra Ferenc - Zalán Tibor: Rab ember fiai  (Békés Megyei Jókai Színház, 2009.02.27))
- Kálmán Imre: Csárdáskirálynő (Békés Megyei Jókai Színház, 2010.10.22)
- Neil Simon: Kapj el! (Békés Megyei Jókai Színház, 2011.11.11)
- Jókai Mór: A kőszívű ember fiai  (Békés Megyei Jókai Színház, 2012.11.30)

#### Békéscsabai Jókai Színház
- Tennessee Williams: Üvegfigurák  (Békéscsabai Jókai Színház, 2013.10.11)
- Kulcsár Lajos - Fodor Zsóka: Zserbótangó (Ibsen Stúdiószínház, 2013.12.06)
- Móricz Zsigmond - Kocsák Tibor - Miklós Tibor: Légy jó mindhalálig (Békéscsabai Jókai Színház, 2016.01.21)
- Pozsgai Zsolt: A Szellemúrnő (Ábránfy Katalin) (Békéscsabai Jókai Színház, 2017.10.25)
- Anthony Shaffer: Detektívjátszma  (Békéscsabai Jókai Színház, 2018. október 12)

#### Gárdonyi Géza Színház, Eger
- Móricz Zsigmond - Kocsák Tibor - Miklós Tibor: Légy jó mindhalálig (Gárdonyi Géza Színház, 2015.01.09)

#### Új Színház
- Jókai Mór: A kőszívű ember fiai  (Új Színház, 2016.10.14)

## Díjai, elismerései
- Magyar Arany Érdemkereszt (2015)
- Jászai Mari-díj (2021)[3]